# 耀西的毛線世界
《耀西的毛線世界》是Good-Feel開發、任天堂發行的平台遊戲，對應Wii U遊戲機，2015年發行。
任天堂3DS移植版以《波奇&耀西的毛線世界》命名於2017年發行。
Wii U版和任天堂3DS版的Metacritic匯總得分為78/100和77/100。